# Kavrak
Kavrak (macedónul: Каврак) település Észak-Macedóniában, a Északkeleti körzetben, Kratovo községben.

## Népesség
| Lakosok száma | 217  | 266  | 223  | 190  | 130  | 74   | 71   | 62   | 25   |
|               | 1948 | 1953 | 1961 | 1971 | 1981 | 1991 | 1994 | 2002 | 2021 |

- 2002-ben 62 lakosa volt, akik mindannyian macedónok.